# Kéreglakó díszmoly
A kéreglakó díszmoly (Epicallima formosella) a valódi lepkék (Glossata) alrendjébe tartozó díszmolyfélék (Oecophoridae) családjának egyik, hazánkban is honos faja.

## Elterjedése, élőhelye
Közép- és Dél-Európában, valamint Egyiptomban honos, hazánkban általánosan elterjedt faj.

## Megjelenése
Szárnyán rókavörös, kávébarna és sárga szalagok váltakoznak. A szárny fesztávolsága 12–15 mm.

## Életmódja
Egy évben egy generációja nő fel. A lepkék július–augusztusban, éjszaka rajzanak. A mesterséges fény vonzza őket. Hernyója nem lombot fogyaszt, hanem a gazdanövény (az alma- és az akácfa) kérge alatt él.

## Külső hivatkozások
- Mészáros Zoltán – Szabóky Csaba: A magyarországi molylepkék gyakorlati albuma. Budapest: Agroinform. 2005.  arch Hozzáférés: 2018. április 6. (PDF)